# اوکوبو ایچیو
اوکوبو ایچیو (به ژاپنی: 大久保一翁) (۵ ژانویهٔ ۱۸۱۸ – ۳۱ ژوئیهٔ ۱۸۸۸) سیاستمدار در خدمت شوگون‌سالاری توکوگاوا و شهردار توکیو در دوره باکوماتسو در ژاپن بود.